# Orlîkivșciîna, Horol
Orlîkivșciîna (în ucraineană Орликівщина) este un sat în comuna Ialosovețke din raionul Horol, regiunea Poltava, Ucraina.

## Demografie
Componența lingvistică a localității Orlîkivșciîna
     Ucraineană (96,55%)
     Rusă (3,13%)
     Alte limbi (0,31%)
Conform recensământului din 2001, majoritatea populației localității Orlîkivșciîna era vorbitoare de ucraineană (96,55%), existând în minoritate și vorbitori de rusă (3,13%).